# Rolf Rüssmann
Rolf Rüssmann (Schwelm, 1950. október 13. – Steinhagen, 2009. október 2.) nyugatnémet válogatott német labdarúgó, hátvéd.

## Pályafutása

### Klubcsapatban
1962-ben az FC Schwelm 06 csapatában kezdte a labdarúgást. 1969-ben mutatkozott be a Schalke 04 első csapatában. 1971. tavaszán bundabotrányba keveredett több csapattársával.  Ezért 1973-ba eltiltották a nyugatnémet csapatokban való szerepléstől, de külföldön játszhatott. Ezért 1973-ban egy rövid időszakra a belga Club Brugge játékosa volt, majd visszatért a Schalkéhoz, ahol 1980-ig szerepelt és két bajnoki ezüstérmet és egy nyugatnémet kupa-győzelmet szerzett a csapattal. 1980 és 1985 között a Borussia Dortmund labdarúgója volt és itt fejezte be az aktív labdarúgást. Összesen 453 élvonalbeli Bundesliga mérkőzésen szerepelt és 43 gólt szerzett.

### A válogatottban
1977 és 1978 között 20 alkalommal szerepelt a nyugatnémet válogatottban és egy gólt szerzett. Tagja volt az 1978-as argentínai világbajnokságon részt vevő csapatnak.

## Sikerei, díjai
Schalke 04
- Nyugatnémet bajnokság (Bundesliga)
  - 2.: 1971–72, 1976–77
- Nyugatnémet kupa (DFB Pokal)
  - győztes: 1972